# Ema
Ema (絵馬 bogst. hestebillede) er små trætavler malet på den ene side med fortrykte billeder, som man kan købe ved næsten alle japanske shinto-skrin og buddhistiske templer og skrive sine ønsker til guderne på. Den tomme side benyttes til at skrive sine ønsker på, og efterfølgende bliver tavlen hængt op et dertil beregnet sted. Man kan for eksempel ønske sig, at man består en prøve. Man håber altså på genze riyaku, velgerninger i denne verden. Andre ting der sælges i de religiøse institutioner i Japan, og som hænger sammen med genze-riyaku-systemet og landets religion i almindelighed, tæller for eksempel omikuji (papirsedler med spådomme), omamori, ofuda, daruma (lykkebringende figurer) og engimono.
Oprindelig var der tale om en buddhistisk tradition, hvor man købte fangne vilddyr og frigav dem for derved at opnå god karma. Traditionen så senere blev overtaget af shinto-skrinene, hvor folk ofrede dyr. Dyrene blev dog ikke dræbt men i stedet holdt på skrinets område. Et særligt offer var hvide heste. Senere gik man over til at ofre billeder (絵, e) af heste (馬, ma) i stedet for levende heste. I mange skrin og templer findes der i dag "hestebilledernes hal" (ema-dou hhv. ema-den) med malerier. Men selvom navnet hestebillede er bibeholdt, bruges der også helt andre motiver end heste.